# Ordine della difesa della patria
L'Ordine della difesa della patria è un'onorificenza del Vietnam.

## Storia
L'ordine è stato fondato il 26 novembre 2003.

## Classi
L'ordine dispone delle seguenti classi di benemerenza:
- I classe
- II classe
- III classe

## Assegnazione
L'Ordine è assegnato a individui o collettività per premiare quellii che hanno registrato successi nella formazione e nella costruzione delle forze armate e che hanno consolidato la difesa e la sicurezza delle persone.

## Insegne
- L'insegna è una stella a nove punte dorata e con sopra un medaglione smaltato di rosso con all'interno due fucili dorati incrociati e fra essi una stella pure dorata. Sul bordo del medaglione è inciso in lettere dorate il nome dell'Ordine in lingua vietnamita.
- Il  nastro è per metà rosso e metà rosso più scuro e con una stelletta di bronzo per la III classe, due per la II e tre per la I.